# Luosifen
Luosifen (chino: 螺螄粉; pinyin: luósīfěn; lit. 'Fideos de arroz con caracol') es una sopa de fideos china típica de Liuzhou, Guangxi. El plato consiste en fideos de arroz hervidos y servidos en una sopa. El caldo que forma la sopa se hace guisando caracoles de río y huesos de cerdo durante varias horas con cardamomo negro, semillas de hinojo, cáscara de mandarina seca, corteza de casia, clavo, pimienta blanca, hoja de laurel, raíz de regaliz, jengibre de arena y anís estrellado. No contiene carne de caracol, sino que se sirve con brotes de bambú en escabeche, judías verdes en escabeche, oreja de madera rallada, yuba, verduras verdes frescas, cacahuetes y con aceite de chile añadido a la sopa. Los comensales también pueden añadir chile, cebollas verdes, vinagre blanco y pimientos verdes.
El plato es conocido por su fuerte olor, que procede de los brotes de bambú encurtidos, y se sirve tanto en pequeños restaurantes clandestinos como en hoteles de lujo. A finales de la década de 2010, se han abierto muchos restaurantes de luosifen en Pekín, Shanghái y Hong Kong, así como en otros países como Estados Unidos. Las versiones de fideos instantáneos también son muy populares, con 2,5 millones de paquetes producidos diariamente en 2019.Es un plato muy aclamado en China.

## Ubicación
Los fideos Luosifen son una combinación de la cocina Han, Miao y Dong. Proceden de la región de Guangxi, en el sur de China, y se exportan a otras partes del país, Estados Unidos y Canadá. Cuando los fideos se exportan a EE UU, se venden en paquetes listos para cocinar. El luosifen es popular en Guangxi debido a la diversidad étnica de la región, y Liuzhou, su capital, es conocida por estos fideos.
El luosifen también puede encontrarse en restaurantes de lujo de todo el mundo. Algunos se establecieron primero en Pekín, Shanghai y Hong Kong; también se han desarrollado en el extranjero. En total, hay más de cinco mil restaurantes de luosifen en China, Canadá y Estados Unidos. El plato puede variar según la región. La mayoría de las variantes son fieles a la base, pero añaden diferentes ingredientes y proteínas, como verduras en conserva, productos de soja, huevo, codillos de cerdo y patas de pato.
Los fideos luosifen también se están haciendo populares en todo el mundo a través de la tienda online china Taobao, que es uno de los 10 sitios web más visitados del mundo. La tienda alberga 5.000 tiendas de fideos luosifen y vende una media diaria de 200.000 paquetes de fideos.
En Vietnam, se sirve una variante llamada Bún ốc. Originario de Hanoi, suele servirse con plátano verde frito y tofu frito, como guarnición a otros platos principales; y, a diferencia del luosifen, sí que lleva caracoles.

## Preparación

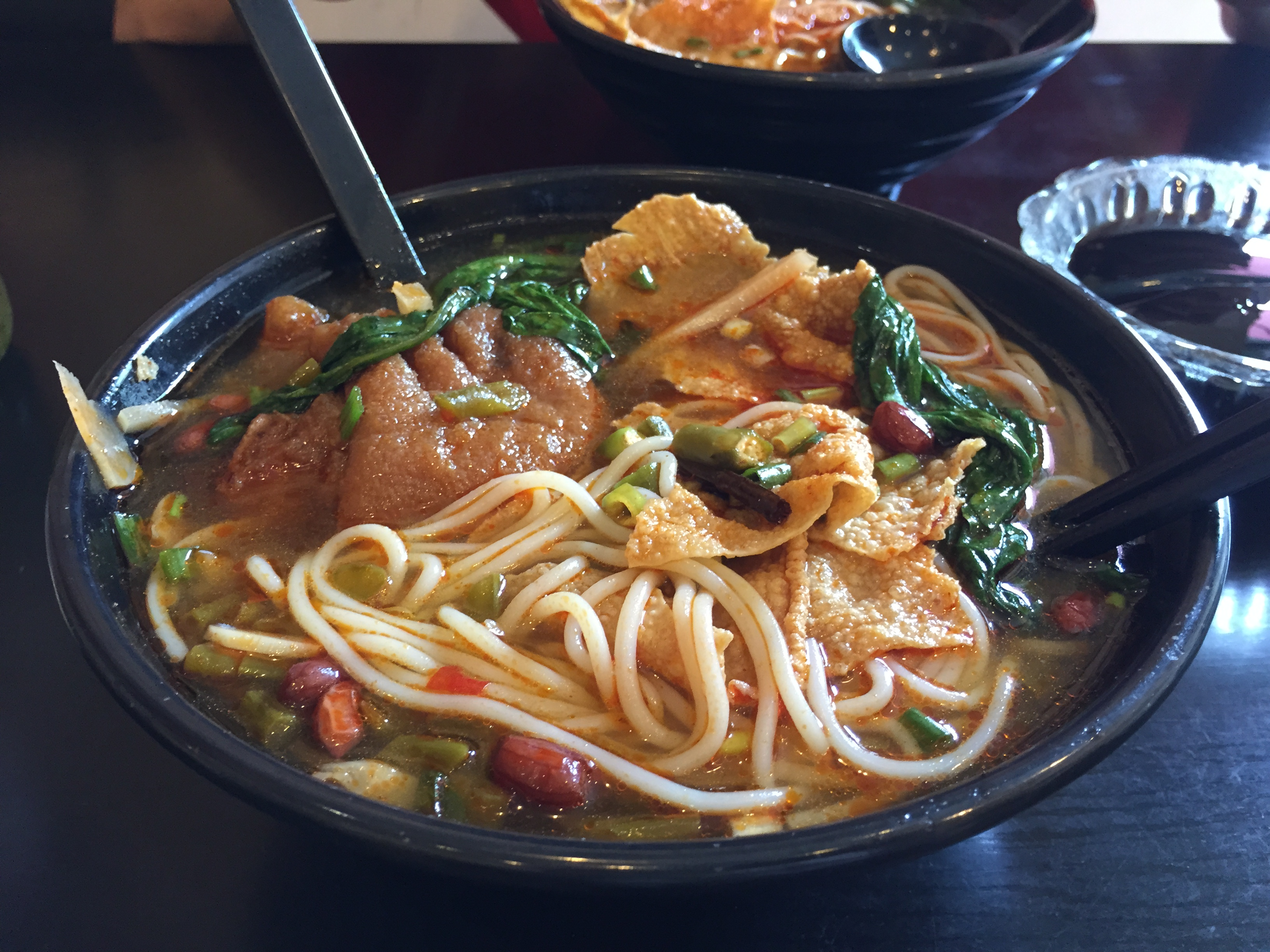
Un bol de luosifen servido con manitas de cerdo en Pekín

Los fideos de arroz que se hierven y se hierven en una sopa o caldo que consiste en caracoles de río y huesos de cerdo durante entre tres y diez horas; los caracoles le dan un sabor suave y dulce. Se pueden hervir otros ingredientes para el caldo, como cardamomo negro, semillas de hinojo, cáscara de mandarina seca, cortezas de cassia, sal, pimienta, hojas de laurel, raíces de regaliz, jengibre de arena y anís estrellado. Los fideos pueden hacerse con fideos de arroz más antiguos para conseguir una textura más masticable y firme. Se pueden añadir frijoles secos fritos, brotes de bambú en escabeche, oreja de Judas, lechuga, cacahuetes y guisantes en conserva para darle sabor.
El plato en sí no contiene carne de caracol. En su lugar, el plato se compone de otros tipos de carne o marisco, así como de verduras como las coles. En los restaurantes y puestos de comida, los clientes pueden pedir sus fideos con carne de cerdo, ternera, pollo, gambas u otros tipos de carne y marisco. Debido a la escasa información disponible, es difícil discernir la receta auténtica. Muchos restaurantes utilizan tomates, verduras de hoja verde, dados de pollo, aceite de chile y castañas para mejorar y equilibrar el sabor. Otros lo hacen más picante añadiendo más pimientos o chile. Algunos utilizan aceite de sésamo, chile rojo, jalapeños, tofu, comino y otras especias para realzar el sabor picante de los fideos y el caldo.